# Canuto Cañete y los 40 ladrones
Canuto Cañete y los 40 ladrones  es una película en blanco y negro de Argentina dirigida por Leo Fleider según el guion de Abel Santa Cruz que se estrenó el 2 de julio de 1964. Tuvo como protagonistas a Carlos Balá, Mariángeles, Roberto Fugazot y Osvaldo Domecq y colaboraron Ubaldo Galuppo y Andrés Barros en la Animación.

## Sinopsis
Un joven limpiador de ventanas se ve obligado a escapar de unos delincuentes que robaron a la hija de un empresario, y que lo reconocen.

## Reparto
Intervinieron en el filme los siguientes intérpretes:
- Carlos Balá … Canuto Cañete
- Mariángeles … Joven secuestrada
- Roberto Fugazot … Comisario
- Osvaldo Domecq
- Mario Savino … Padre de Canuto Cañete
- María Armand … Madre de Canuto Cañete
- Romualdo Quiroga … Cabezón Matosas
- Ernesto Bianco … Escribano Lagardón
- Tito Alonso … Tito
- Nelly Beltrán … Paulina
- María Rosa Gallo … Espiritista
- Luis Tasca … Julio
- Jacinto Herrera … Médico
- Nathán Pinzón … Polizón
- Jorge Luz … Loco 1
- Aída Luz … Loca 2
- Fina Basser … Loca 1
- Ignacio Quirós … Loco 2
- Beatriz Taibo … Enfermera Beatriz
- Gilda Lousek … Recién casada
- Enzo Viena … Pulpero
- Alberto Berco … Aviador
- Colomba … Colomba
- Rodolfo Crespi … Preso
- Tono Andreu … Tono
- Ricardo Bauleo
- Mario Casado
- Saúl Szabó
- Rafael Chumbita … Anastasio
- Raúl Luar
- César Nagle
- Coco Fosatti
- Santiago Tomasini
- Fernando Míguez
- Fernando de Soria … Fernando
- Maurice Jouvet … Secretario
- Nelly Láinez … Mujer asustada
- Gilberto Peyret … Dr. Garate
- Javier Portales … Paulino
- Juan Carlos Lima … Policía
- Pedro Goitía … Hombre del gong
- Darío Garzay … Vecino

## Comentarios
El Mundo dijo del filme:

”Con menos andanzas que éstas se han hecho películas muy buenas.”

El Siglo opinó:

”Repetido.Pocas veces se ha visto un film más poblado de intérpretes, para hacer un film más despoblado de originalidad, que a lo mejor ni siquiera se buscó”